# 강진북초등학교
강진북초등학교(康津北初等學校)는 대한민국 전라남도 강진군에 있었던 공립 초등학교이다.

## 학교 연혁
- 1962년 11월 30일: 개교
- 2020년 3월 1일: 휴교
- 2024년 2월 29일: 62년만에 폐교

## 참고 자료
- 강진북초등학교 - 한국교육학술정보원 학교알리미